# Nicolae Mihulin
Nicolae Mihulin (n. 1878, Prăjești – d. 1941, Mânerău) a fost un deputat în Marea Adunare Națională de la Alba Iulia, organismul legislativ reprezentativ al „tuturor românilor din Transilvania, Banat și Țara Ungurească”, cel care a adoptat hotărârea privind Unirea Transilvaniei cu România, la 1 decembrie 1918.:p. 77

## Biografie
Nicolae Mihulin a fost profesor la Școala Pedagogică Arad. După 1918 a fost director la Liceul de fete, apoi la cel de băieți din Arad.:p. 88

## Activitatea politică

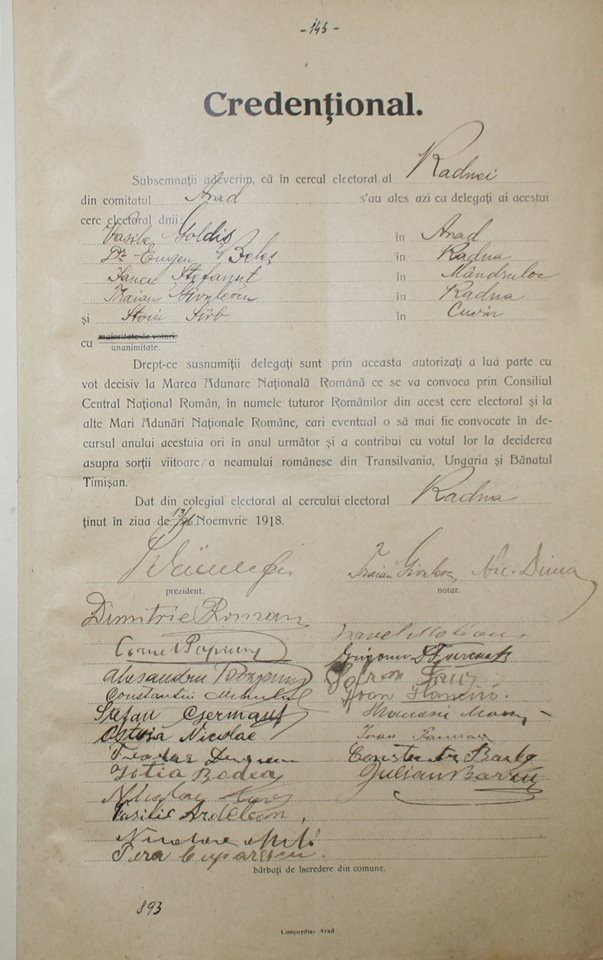
Credențional

Ca deputat în Adunarea Națională din 1 decembrie 1918 a reprezentat, ca delegat de drept, Societatea Fondului pentru ajutorarea ziariștilor români din Transilvania, Banat și părțile locuite de români din Ungaria.:p. 88